# Lamu (série télévisée d'animation)
 (juin 2023).
 (septembre 2011).
Si vous disposez d'ouvrages ou d'articles de référence ou si vous connaissez des sites web de qualité traitant du thème abordé ici, merci de compléter l'article en donnant les références utiles à sa vérifiabilité et en les liant à la section « Notes et références ».
Lamu (Urusei yatsura) est une série d'animation japonaise en 195 épisodes de 25 minutes, d'après le manga Urusei Yatsura de Rumiko Takahashi, créée entre 1981 et 1986. Elle est diffusée en France à partir du 31 août 1988 sur TF1 dans le Club Dorothée.
Six films d'animation qui durent entre 1 h 15 et 1 h 45, sont sortis entre 1982 et 1992. Une série de 12 OVAs de 35 minutes à 1 heure est également sortie entre 1984 et 2008. 
Un remake de la série, produit par David Production, a été diffusé entre le 14 octobre 2022 et 21 juin 2024.

## Synopsis
Lamu est une extra-terrestre en tenue tigrée. Elle tombe amoureuse de Rony (Ataru en japonais), alors qu'elle doit gagner un défi contre lui pour conquérir la Terre. Rony est amoureux d'une jeune fille de sa classe, très jalouse. Les crises de jalousies des prétendantes de Rony s'achevent souvent en dégâts nucléaires, et les manœuvres de séduction de Rony mettent toujours sa vie en péril.

## Personnages
- Ataru Moroboshi (Rony en français) : Personnage principal de la série. Il a battu Lamu lors d'un duel avec en jeu la Terre et, à cause d'un quiproquo, il se retrouve avec Lamu qui croit qu'il lui a demandé de l'épouser. C'est un véritable coureur de jupon qui drague toutes les belles filles qu'il voit et Lamu cherche toujours à ce qu'il arrête, à coups d'éclairs ou avec ses inventions. Il est également très malchanceux.
- Lamu : Personnage principal de la série. C'est une extraterrestre (Oni, démon de la mythologie japonaise) dotée de pouvoirs tels que voler et envoyer des décharges électriques. Elle est amoureuse de Ataru Moroboshi. Elle sort de son vaisseau un tas d'inventions de sa planète qui provoquent souvent le bazar.

## Série d'animation

### Première série télévisée
Le manga Urusei Yatsura est adapté en une série d'animation produite par Kitty Films et diffusée entre le 14 octobre 1981 et le 19 mars 1986 sur Fuji Television. Les 21 premiers épisodes de la série, à l'exception des épisodes 10 et 11, contiennent deux histoires de onze minutes chacune, ce qui donne un total de 195 épisodes constitués de 214 segments. Les 106 premiers épisodes sont réalisés par Mamoru Oshii et le résumé par Kazuo Yamazaki,. Six génériques d'ouverture et neuf génériques de fin sont utilisés durant la série. Selon Fred Patten, en tant que filiale de Kitty Records, l'une des plus grandes sociétés de production musicale japonaises, le générique de la série est changé par Kitty Film afin de promouvoir les titres de la compagnie .
Le 9 décembre 1983, la première sortie VHS de la série devient disponible au Japon. La série est également commercialisée sous forme de cinquante LaserDiscs. Une autre sortie VHS est commercialisée sous la forme de cinquante cassettes le 19 avril 2000,. Deux set DVD de la série sortent entre le 9 décembre 2000 et le 9 mars 2001,. Ils sont suivis par cinquante DVD individuels sortis entre le 24 août 2001 et le 23 août 2002,. À l'occasion du 35e anniversiaire de la série animée, une sortie haute définition sous forme de quatre set Blu-ray sort au Japon entre le 27 mars 2013 et le 23 mars 2014,. Afin de promouvoir la sortie Blu-Ray, la série est rediffusée en haute définition sur Kids Station.

#### Fiche technique
- Auteur du manga : Rumiko Takahashi
- Réalisation : Mamoru Oschii (épisodes 1 à 106), Kazuo Yamazaki (épisodes 107 à 195)
- Production : Yûji Nunokawa
- Scénario : Hiroyuki Hoshiyama, Takao Koyama, Kazunori Itô, Michiru Shimada, Tokio Tsuchiya, Shigeru Yanagawa
- Direction technique : Masuji Harada, Tamiko Kojima, Keiji Hayakawa, Naoyuki Yoshinaga, Junji Nishimura, Junji Suzuki
- Planning : Shigekazu Ochiai
- Chara-design : Akemi Takada
- Direction de l'animation : Akemi Takada, Kazuo Yamazaki, Asami Endo, Yûji Yatabe, Hayao Nobe, Noburu Furuse, Takefumi Hayashi, Yuji Moriyama, Katsuhiko Nishimura, Junji Suzuki
- Direction artistique : Mitsuki Nakamura, Torao Arai
- Direction photographie : Nobuo Koyama
- Musiques : Shinsuke Kazato
- Générique VF (version française) interprété par : Francine Chantereau

#### Liste des épisodes
Les épisodes ont été diffusés du 14 octobre 1981 au 19 mars 1986.
En France, la licence a été achetée par Déclic Images qui a sorti 2 coffrets DVD (de 26 épisodes chacun, soit 52 épisodes au total) (sauf les no 41 et 42 du 2 avril 1982 : celui-ci étant d'ailleurs inédit, le 41 résumant des épisodes déjà diffusés), mais le 3e coffret n'a jamais vu le jour (8 coffrets étant prévus initialement) ; lors de l'édition de la Japan Expo 2011, l'éditeur a annoncé en coulisses ne pas poursuivre l'édition de la série. A ce jour, aucun éditeur ne possède la licence pour la France.
Les titres français pour les épisodes 161 à 195 ne sont pas officiels.
1. Les envahisseurs (I'm Lum the Notorious!/It's Raining Oil in Our Town)
2. La jolie maîtresse (Mail From Space--Ten Arrives!/Mrs. Swallow and Mrs. Penguin)
3. Le fiancé (The Coming of Rei, the Handsome Shapechanger!/Die, Ladykiller!)
4. Un bébé descendu du ciel(Kintaro From the Autumn Sky!/Gonna Live Like a Man!)
5. La dame mystérieuse (Sakura, Raving Beauty of Mystery/Virus in Distress)
6. Pauvre Ronnie (Black Hole Love Triangle/It's a Lovesick Little Demon!)
7. Électrochocs (Electric Shocks Scare Me!/Voodoo Dolls of Vengeance)
8. Aventure avec Neptune (Neptune is Beyond My Closet/The Confusing Dinosaur Age)
9. La princesse (Princess Kurama, Sleeping Beauty/Athletics in Women's Hell!)
10. Un drôle de Noël (Pitter Patter Christmas Eve)
11. Bonne année (Ataru Genji Goes to the Heian Capital)
12. Ronnie le chevalier (Battle Royal of Love/Father, You Were Strong)
13. Le voleur de maillot de bain de Hawaii (Hawaiian Swimsuit Thief/Full Course From Hell)
14. Mendo apporte des ennuis (Mendou Brings Trouble!/Constellation-Go-Round)
15. Combats d'ogres (The Great Spring War/The Benten Gang's Return Match)
16. La première apparition de maître Kuribayashi (Oh! Lone Teacher!/Terrifying Visiting Day)
17. L'appareil photo (The 4-D Camera/Demonic Running)
18. La vengeance (Girl's Day! The Coming of Ran!/Ran's Invitation)
19. Le journal de ronnie (The Tearful Diary of Tomorrow/Whose Kid is This?)
20. La classe endormie d'une journée d'été (Sleepy Springtime Classroom/Peach-blossom Poetry Contest)
21. Le duel ! Ronnie contre Ronnie (The Duel! Ataru vs. Ataru/Wake Up to a Nightmare)
22. Un nouveau fiance pour Lamu (The Great Space Matchmaking Operation)
23. Panique au pique-nique (The Big Springtime Picnic Uproar)
24. Crise d'identité (Beware the Earmuffs!)
25. La pauvre petit chenille (Fly Imo-chan!)
26. Mousitique est amoureux (Ten-chan's Love)
27. Le vampire empire (What a Dracula)
28. Le dressage (Lum's Boy's Education Lecture Course)
29. Dites-le avec des fleurs (From the Gardenia, With Love)
30. Le Maléfice (A Beautiful Girl Brings Rain)
31. Quand la belle change de camp (Gimme Back My Horn!)
32. Panique à la bibliothèque (Shocking Library--Quiet, Please)
33. La leçon de volley (Mr. Hanawa Arrives! It's the Springtime of Youth)
34. Alerte au monstre ! (Goblin in Distress, Yearning for People)
35. Ronnie mort ou vivant (Darling's had it this time!)
36. Le retour de zéro (Rei Returns! The Great Study Hall Panic!)
37. Le retour de l'homme à la cape rouge (The Coming of the Mysterious Red Mantle!)
38. Le double de Ronnie (Steal Darling! The Copy Operation!)
39. Ce que veut Lamu (Thrilling Summer Date)
40. Adieu les vacances (So Long, Goodbye, Summer Days)
41. Une belle tempête (Panic in a Typhoon!)
42. Les cerise au vinaigre (Drunkard's Boogie)
43. Chat va pas (The Terror of Meow)
44. Une aussi courte absence (After You've Gone)
45. La fête (Lum's Class Reunion)
46. La lutte pour la liberté (Lunchtime Eat-Out'ers, Gather Around!)
47. Un étrange pique-nique (Terror! The Deserted Fossil Grounds Mystery!)
48. Un mari pour la belle au bois dormant (Princess Kurama--A New Challenge)
49. Le mort aux dents (The Terrifying Cavity Wars!)
50. Ronnie et Juliette (The Mendou Siblings!)
51. Le chat dans l'escalier (There's a Cat on the Stairs)
52. Le raton-laveur (Can a Raccoon Repay a Favor?)
53. Cauchemars aquatiques (The Do-or-Die Subspace Part-time Job)
54. Une fête délirante (The Big Year-End Party That Lum Organized)
55. Histoire ancienne (Bad Boy Musashi: A Success Story)
56. Un cours dans le calme (We'll Risk Our Lives During Classtime!)
57. Un homme doit se montrer dur (Domestic Quarrel--To Eat or to Be Eaten?)
58. La reine des neiges (Steal the Kiss of Miss Snow Queen)
59. La saint valentin (St. Valentine's Day Horror)
60. La boule d'amour (Love, Love, Catchball)
61. Le bal masqué (The Mendou Family's Masquerade War)
62. Attention au rhume cosmique (Space Cold Panic!)
63. L'enfant… et la mer (Introducing Ryuunosuke - We Love the Sea!)
64. Le successeur (The Season for Goodbyes)
65. Premier rendez-vous (Date: Impossible for Ran!)
66. Joyeux anniversaire Ronnie chéri (Happy Birthday My Darling)
67. Le paradis en enfer (Found: The Valley of Peaches in the Camp-from-Hell!)
68. Homme ou femme (The Groom's Name is Ryuunosuke)
69. L'auberge des ogres (A Message in a Bottle: Seaside Spookiness!)
70. Le match du siècle (The Sensational Debut of Mizunokouji Ton)
71. Une histoire d'héritage (Shinobu's Cinderella Story)
72. Le grand film (Lum: Rebel Without A Clue)
73. Duel au soleil (The Ultimate Match: Sakura vs. Cherry!)
74. Le fantôme revient (The Old Man of The Willow Tree)
75. L'îles aux meurtres (And Then There Were None)
76. Au feu, au feu (The Fire-Fightin' Mama Arrives)
77. Lamu au pays des merveilles (Darling's Gonna Die?)
78. Un vrai cauchemar (Miserable! A Loving and Roving Mother!)
79. Ryoko fête noël en été (The House of Mendo--Summer Xmas)
80. La belle ophélie (Panic In The Haunted Inn)
81. Quêtes et enquêtes (Oh! The Memories of Mother)
82. Une journée à la plage (Full of Sunshine, Full of Amours)
83. Dan contre Ronnie (Big Clash - Ten vs. Ataru)
84. Quand tombe la nuit (Horror! Attack of the Killer Tororo Potatoes)
85. La revanche du maître de l'espace (Galactic Teacher CAO-2 Strikes Back!)
86. La peur de mendo (Going Mad! Poor Child Shutaro!)
87. Un étrange champignon (Wonderful! The Magic Mushroom Pot!)
88. La colère de Lamu (The Wrathful Lum-chan!)
89. On est tout seul ce soir (Lum and Ataru, A Night Alone)
90. C'est dure d'être une femme (Lady Ryunosuke)
91. Des élections mouvementées (Document: Who Will Be Miss Tomobiki?)
92. Le bon et le méchant (Strange! The Wonder Medicine of Selflessness)
93. Le chauchemar (Shutaro, Miserable Morning)
94. Le bonhomme de neige (Tales of the Wandering Snowman)
95. La fabuleuse histoire de tom peche (Lum-chan's Ancient Japanese Fairy Tales)
96. Une histoire de sous-vêtement (Shine! The blessed Bra!)
97. La chaîne de Béatrice (Duel! Benten vs. the Three Daughters)
98. Lamu puissance N (Plenty of Lum-chans!)
99. Le roi des gourmands (Certain Death! Stand-Up Eating Contest)
100. Le coffre-fort (The Great Vault! Courageous Survival!)
101. Un bain mouvementé (Operation; Peek in the Woman's Bath)
102. L'enfance de Sakura (Sakura, Sad Years of Youth)
103. La vengeance de Lan (Burning Ran's Emotional Video Mail)
104. Cécilia, mon amour (Sakura San of Youth)
105. Commando de Choc (Scramble! To the Rescue of Lum)
106. Le combat final (A Fight to the Death! Ataru vs. The Mendo Brigade)
107. Où est passé mon fiancé (Dimensional Switch, Where's Darling?)
108. Un match fertile en rebondissements (Crash! Her Ladyship and the Football of Love)
109. Bonheur et chagrin (Ran-chan, Tasting the Tearful Love of a First Kiss)
110. Le rouge à lèvres magique (The Indelible Magic Lipstick)
111. Le cerisier batailleur (Deadly Combat! The Mendo Family's Flower Display Death Match)
112. À la poursuite de minet (Benten & Ryunosuke; Run for the Morrow)
113. Une colère froide (Great Horrors! Oyuki is Finally Angered!)
114. Une histoire particulière (Ten-chan's Wonderful Love Story)
115. Le trésor de grand-père (Haunted House Special! Quest for Mendo Estate Treasure!)
116. Les gants maudits (Love and War! Battle of Glove vs. Pants!)
117. Un amour de vache (Lum-chan's Becoming a Cow?)
118. Lamu, vedette de Cinéma (Great Achievement! The Film of Lum-chan's Youth)
119. L'invasion des fantômes (Ghostbusting! Exorcising the Beautiful Sakura!)
120. Drôle de voyage (Attack of the Protozoa! Panic at the Pool side)
121. L'homme de mes rêves (Here Again! The Hunter of Love, Princess Kurama)
122. Le petit renardeau (The Fox's Unrequited Love)
123. Chère maman (Ryunosuke Confused! Solid Rock Mother Cherishes Her Young Pebble!)
124. Fantôme dans la nuit (The Stairs! Footsteps in the Girls Dorm!)
125. Le plus bel aquarium (Pool Spooks! Burning with Forbidden Love)
126. Le dernier coucher de soleil (Ran-chan's Panic: No Tomorrow for Tomobiki)
127. Les amours contres de Melusine et Valentin (Where is Love's Home? Kuriko and Chojuro)
128. Le super héros de la justice (Man or Bird? Gokakenran, Champion of Justice!)
129. La guerre des bandes (Attack your Seniors! Revenge of the Infamous Three Daughters)
130. Le festival des talents caches (Blaze, Secret Powers! Stick to the Straight and Narrow Path)
131. La poupée maléfique (Don't Die! Ryoko Special Straw Doll)
132. La fille à l'armure (Hell Encounter! Armored Girl; Beauty or Beast?)
133. Des frères et des hommes (Love of the Armored Girl! Maidenly Feelings Reeling)
134. Un renard au cœur pur (I Dearly Need You! Return of the Honest Fox!)
135. Les mauvaises langues (What Do I Care for Talking Flowers!)
136. Les œufs tombes du ciel (The Birth of Ten-chan's Son? I Didn't Know a Thing)
137. Le défi (Lum's Courageous Duel! An Ironic Victory)
138. À la recherche d'un nouveau monde (Job Hunting! Sneaky Return of the Reject!)
139. Pour l'amour d'une tomate (Tomobiki High School Survival! Who Are the Survivors!) (dernier épisode traduit en France en français)
140. Une drôle de mariée (The Mysterious Giant Cake! Love's Fleeing Panic!)
141. Les champignons empoissonnés (Underground Reincarnation! What's Darling Thinking Of?)
142. La boisson diabolique (Snow Panic? The Mendo Family Cherry Blossom Display Banquet!)
143. La fée de l'hiver (From the Far Spring! The Tale of the Lonely Fairy!)
144. Le rêve (To Dreamland! Darling Battle Royal Abduction)
145. Drôles de filles (Return of the Three Daughters! The Great Scheme to Seduce Darling!)
146. Le tabouret magique (The Scampering Kotatsu Cat! Anything to Get Warm)
147. Une tendre histoire (Ryunosuke's Father's Self Sacrificing Devotion! His Wife is Within Images!)
148. Un mauvais rhume (Spring Blossom! Frozen by Oyuki's Cold)
149. Les deux meilleurs amis du monde (Panic Among Friends! I Love to Eat Blowfish)
150. Mes grands frères (The Armored Girl Returns! Plenty of Older Brothers)
151. Voyage au pays des rêves (The Boredom Syndrome! Is Tomobiki Wasting Away?)
152. Premier amour (Look Out Ran! Kotatsu Cat's Primary Love is Oden?)
153. Chassez le naturel… (The Armored Girl Returns Again! A Storm Raising Date)
154. La cloche (Arrival of the Mysterious Priest! The Bell Battle Royal)
155. Un gage d'amour (First Love Relived!? A Return to the Past for Lum and Rei)
156. Le café est à côté (Appearance of the Youthful Old Man! Shine, Great Teahouse of Dreams!)
157. Le journal intime de Natacha (I Love Darling Sincerity (My Vote for the Best))
158. La fête au village (The Honest Fox Again! I Love Shinobu)
159. Vacances au bord de la mer (I Love the Sea! Prayers for the Thriving Hamajaya?)
160. La pièce de l'école (Ryunosuke vs. Benten! The Fruitless Duel of Passion) (épisodes par la suite non doublés)
161. La bouteille magique ! Qu'est ce qui doit m'arriver ! (The Magic Bottle! What's to Become of Me?)
162. Le début du Grand Diable ! L'achat dangereux de Lamu ! (The Great Devil's Debut! Lum's Dangerous Purchase!)
163. Seigneur ! mes mots n'arrive pas à mon Chéri (Goodness! Words Aren't Getting to Darling)
164. Un été d'enfer ! Le coin de déjeuner d'anguille de Moustique ! (The Devil's Summer! Ten-chan's Eel Lunch Plot!)
165. Visite paniquée ! Je n'ai pas voulu dire de mal (Visitation Panic! I Didn't Mean Any Harm)
166. Effrayant ! Qu'est ce que c'est que ce poulpe sur la tête de Mendo ? (Scary! Is That an Octopus on Shutaro's Head?)
167. Envahisseur de l'espace ! Il est après les lèvres de Lamu ! (Invader From Space! He's After Lum's Lips!)
168. Survie spatiale ! Ce sont les mangeurs (Space Survival! They are the Eaters)
169. C'est un frisson ! La glacière aérienne épouvantable (It's a Thrill! The Terrible Overhead Cooler)
170. Attaque d'amour ! Le roman ne s'arrête jamais ! (Love Attack! The Romance Never Stops!)
171. Formalité rare ! Soucis pour la mère pompier ! (Rare Form! Worries for Mother the Firefighter!)
172. Du bonheur durement vendu ! L'oiseau bleu flou ! (Hardselling Happiness! Out of Focus Bluebird!)
173. Grand tumulte ! La première fois que Ryunosuke porte un maillot de bain ! (Great Uproar! Ryunosuke's First Time Wearing a Swimsuit!)
174. Je veux une jeune mariée ! L'aventure amoureuse du renard ! (I Want a Bride! The Fox's Love Adventure!)
175. Comment persister ! Le grand plan animalier des trois filles (How Persistent! The Three Daughters Great Animal Plan)
176. Argent rapide dans un combat rapide ! L'affaire interdite d'Hamajaya (Fast Money in Fast Fighting! Hamajaya's Forbidden Business)
177. Souhait sur une étoile ! La panique du consommateur du gain de la famille (Wish Upon a Star! The Winning Family's Consumer Panic)
178. Baiser en livraison spécial ! La première jalousie de Chéri ! (Special Delivery Kiss! Darling First Jealousy!)
179. Saké effrayant ! La possession de Sakura un grand échec (Scary Sake! Sakura's Possession a Big Failure)
180. C'est bizarre ! L'école de yoga de Cherry ! (It's strange! Cherry Yoga School!)
181. Au revoir professeur Osen ? Au revoir larmoyant au banquet du marathon (Good-bye Onsen Sensei!? Tearful Good-bye Marathon Banquet)
182. Amour pur de Sakura ! Le savon glissant de la séparation ? (Pure Love Sakura! The Slippery Soap of Separation?)
183. Asuka contre son frère aîné ! Bataille contre un certain amour ! (Askua vs. Older Brother! Battle for Certain Love!)
184. Le mauvais augure de Chéri ! L'oracle de Shijimoto redouté ! (Darling's Ill Omen! The Dreaded Shijimoto Oracle!)
185. Panique à la nouvelle année ! Le tournoi humain du jeu des petits chevaux de la famille de Mendo (New Years Panic! The Mendo Family's Human Parchisi Tournament)
186. Moustique rêvant ! La grande aventure de la fin de l'arc-en-ciel ! (Dreaming Ten-chan! The Great Adventure at the End of the Rainbow!)
187. Je veux un rendez-vous ! Le programme d'examens de Ronnie ! (I Want to Date! Ataru's Test Program!)
188. Mon Chéri a dit qu'il m'aime (Darling Said He Love Me)
189. Visite à domicile défiant la mort ! La vie d'enseignant est dangereuse aussi (Death-Defying House Call! A Teacher Life is Dangerous too)
190. Chaos total ! La double poupée de Ran ! (Total Chaos! Ran-chan's Double Doll!)
191. Amour aveugle ! Tu parie ta vie, le renard honnête (Blind Love! You Bet Your Life, Honest Fox)
192. Viens vite Chéri ! La dangereuse conversation de mariage de Lamu (Come Quickly Darling! Lum's Dangerous Marriage Talk)
193. C"est insupportable ! La campagne d'espièglerie de Ran (It's Unbearable! Ran's Mischief Campaign)
194. Urusei Yatsura spécial pré-départ ! Eclat ! (Urusei Yatsura Pre-Departure Special! Shine!)
195. Banquet de vedettes ! Nous sommes immortels ! (All Star Banquet! We Are Immortal!)

2 épisodes spéciaux (situés après l'épisode 21) : 
- Special part 1 : Urusei Yatsura : l'attaque de toutes les stars (Urusei Yatsura All-Star All-Out Attack)
- Special part 2 : L'excursion avec le lycée ! Cours, Kunoichi (The School Excursion! Run, Kunoichi)

En 2013, la série est entièrement remastérisée et non-censurée, et sort en Blu-ray. Elle sort sous forme de quatre box distribuées par Warner Bros. :
- Box 1 - sorti le 27 mars 2013 (Épisodes 01-69)
- Box 2 - sorti le 31 juillet 2013 (Épisodes 70-117)
- Box 3 - sorti le 27 novembre 2013 (Épisodes 118-175)
- Box 4 - sorti le 26 mars 2014 (Épisodes 176-208)

#### Doublage
Lamu
Voix japonaise : Fumi Hirano, voix française : Nathaniele Esther
Ataru
Voix japonaise : Toshio Furukawa, voix française : Marie-Laure Beneston
Shinobu
Voix japonaise : Shigeru Chiba, voix française : Bernard Soufflet

### OAV
Il existe onze OAV de la série.
- La réunion de thé de Ryoko de septembre (Ryoko no 9-gatsu no Ocha-kai) 24 septembre 1985;
- Je suis LE Shu-Chan (I'm THE Shu-chan) 21 juillet 1986.
- Quelle rage ! Un sorbet (Ikare! Shiyabetsuto) 2 décembre 1988;
- Le fiancé de Nagisa (Nagisa no fianse) 8 décembre 1988;
- Le gardien du mécanisme électrique (Denki shikake no oniwaban) 21 aout 1989;
- Hurler à la Lune (Tsuki ni hoeru) 1er septembre 1989.
- Mme la chèvre et le fromage (Yagi-san to chîzu) 21 décembre 1989;
- Attrapez ce cœur (Hâto o tsu kame) 27 décembre 1989;
- Tout sauf des Yeux de Fille (Otome bashika no kyôfu) 21 juin 1991;
- Esprit galant (Reikon to date) 21 juin 1991.
- The Obstacle Course Swim Meet (Za Shōgaibutsu Suiei Taikai) 23 décembre 2008.

### Téléfilm
- Yume no shi kakenin Inaba-kun tôjô! (Le rêve d'Inaba, le stagiaire du bureau de la destinée) 18 juillet 1987.

### Films
- Only (うる星やつら オンリー・ユー, Urusei Yatsura Onrī Yū?, litt. Urusei Yatsura: Only you) 11 février 1983.
- Lamu : Un rêve sans fin ou Beautiful Dreamer (うる星やつら2 ビューティフルドリーマー, Urusei Yatsura 2 Byūtifuru Dorīmā?, litt. Urusei Yatsura 2: Beautiful Dreamer) 11 février 1984.
- Remember my love (うる星やつら3 リメンバー・マイ・ラヴ, Urusei Yatsura 3 Rimenbā Mai Ravu?, litt. Urusei Yatsura 3: Remember My Love) 26 janvier 1985.
- Lum the forever (うる星やつら4 ラム・ザ・フォーエバー, Urusei Yatsura 4 Ramu za Fōebā?, litt. Urusei Yatsura 4: Lum the forever) 22 février 1986.
- The final chapter (うる星やつら 完結篇, Urusei Yatsura: Kanketsuhen?, litt. Urusei Yatsura : The final chapter) 6 février 1988.
- Always my darling (うる星やつら いつだってマイ・ダーリン, Urusei Yatsura Itsudatte Mai Dārin?, litt. Urusei Yatsura: Always My Darling) 2 novembre 1991.

Les films ont été édités par Dybex, à l'exception de Beautiful Dreamer édité par Kazé.

### Seconde série télévisée
La seconde adaptation de Urusei Yatsura est annoncée pour 2022. produite par le studio David Production avec la réalisation de Hideya Takahashi et Yasuhiro Kimura, un scénario de Yūko Kakihara, un chara-design de Naoyuki Asano et des compositions de Masaru Yokoyama,. La série est diffusée du 14 octobre 2022 au 21 juin 2024 pour 46 épisodes. Une version sous-titrée en français, intitulée Urusei Yatsura - Lamu, est distribuée en simulcast par Animation Digital Network.

#### Liste des épisodes
| No                               | Titre français | Titre japonais                                                        | Titre japonais                                                                             | Date de 1re diffusion |
| No                               | Titre français | Kanji                                                                 | Rōmaji                                                                                     | Date de 1re diffusion |
| -------------------------------- | --- | --------------------------------------------------------------------- | ------------------------------------------------------------------------------------------ | --------------------- |
| 1                                | Folle jeunesse Panique à bord                                                                                        | かけめぐる青春 絶体絶命                                               | Kakemeguru seishun Zettai zetsumei                                                         | 14 octobre 2022       |
| [Chapitres 1 et 5]               | |                                                                       |                                                                                            |                       |
| 2                                | Petit cadeau Le ruban jaune du bonheur                                                                               | あなたにあげる 幸せの黄色いリボン                                     | Anata ni ageru Shiawase no kiiroi ribon                                                    | 21 octobre 2022       |
| [Chapitres 4 et 15]              | |                                                                       |                                                                                            |                       |
| 3                                | Un gros problème tombé du ciel Le labyrinthe de l'amour                                                              | トラブルは舞い降りた!! 迷路でメロメロ                                 | Toraburu wa maiorita !! Meiro de meromero                                                  | 28 octobre 2022       |
| [Chapitres 22 et 30]             | |                                                                       |                                                                                            |                       |
| 4                                | Un baiser pour une nuit d'amour                                                                                      | 口づけと共に契らん!!                                                  | Kuchizuke to tomo ni chigiran !!                                                           | 4 novembre 2022       |
| [Chapitres 137 et 138]           | |                                                                       |                                                                                            |                       |
| 5                                | Le gant de l'amour et le gant de la hargne Je t'attendais…                                                           | 愛と闘魂のグローブ 君待てども…                                        | Ai to tōkon no gurōbu Kimi matedomo…                                                       | 11 novembre 2022      |
| [Chapitres 216 et 26]            | |                                                                       |                                                                                            |                       |
| 6                                | Bon jour pour un au revoir Oyuki Ataru tire sa révérence                                                             | いい日旅立ち お雪 あたるの引退                                        | Ī hi tabidachi Oyuki Ataru no intai                                                        | 18 novembre 2022      |
| [Chapitres 8, 10 et 61]          | |                                                                       |                                                                                            |                       |
| 7                                | Home sweet home Un Boulet à la mer                                                                                   | 住めば都 生ゴミ、海へ                                                 | Sumeba miyako Namagomi, umi e                                                              | 25 novembre 2022      |
| [Chapitres 86 et 91]             | |                                                                       |                                                                                            |                       |
| 8                                | De nouvelles venues à deux doigts de la catastrophe Un goûter d'adieu à deux doigts de la catastrophe                | 転校生、危機一髪… お別れパーティー危機一髪…                           | Tenkōsei, kiki ippatsu… Owakare pātī kiki ippatsu…                                         | 2 décembre 2022       |
| [Chapitres 48, 55, 56 et 58]     | |                                                                       |                                                                                            |                       |
| 9                                | Amour mortel Permanence sous le signe eu chaos                                                                       | 愛で殺したい 自習騒動                                                 | Ai de koroshitai Jishū sōdō                                                                | 9 décembre 2022       |
| [Chapitres 6 et 110]             | |                                                                       |                                                                                            |                       |
| 10                               | Une journée portes ouvertes mouvementée Après ton départ                                                             | 戦慄の参観日 君去りし後                                               | Senritsu no sankanbi Kimi sareshi nochi                                                    | 16 décembre 2022      |
| [Chapitres 51 et 34]             | |                                                                       |                                                                                            |                       |
| 11                               | Les Mendo, frère et sœur Nouvel an cauchemardesque chez les Mendo                                                    | 面堂兄妹！！ 面堂邸新年怪                                             | Mendō kyōdai!! Mendō tei shinnen kai                                                       | 23 décembre 2022      |
| [Chapitres 121, 114 et 163]      | |                                                                       |                                                                                            |                       |
| 12                               | L'arrivée de Ten Un rendez-vous rien que tous les deux                                                               | テンちゃんがきた ふたりだけのデート                                   | Ten-chan ga kita Futari dake no dēto                                                       | 6 janvier 2023        |
| [Chapitres 63 et 65]             | |                                                                       |                                                                                            |                       |
| 13                               | La grande bataille de la pause déjeuner Le cadeau de Ten !                                                           | 買い食い大戦争 テンからの贈り物！！                                   | Kaigui daisakusen Ten kara no okurimono!!                                                  | 13 janvier 2023       |
| [Chapitres 106 et 124]           | |                                                                       |                                                                                            |                       |
| 14                               | Le fils Mizunokoji Déclaration de guerre… ou d'amour ?                                                               | 水乃小路家の男 トLOVEル・レター                                       | Mizunokōji-ke no otoko Toraburu retā                                                       | 20 janvier 2023       |
| [Chapitres 40, 202 et 203]       | |                                                                       |                                                                                            |                       |
| 15                               | La pâte de haricots rouges… Le goût de l'amour Un retour en enfance à deux doigts de la catastrophe… Erreur médicale | あんこ悲しや、恋の味!? 思い出危機一髪… 薬口害                         | Anko kanashiya, koi no aji!? Omoide kiki ippatsu… Kusuri kōgai                             | 27 janvier 2023       |
| [Chapitres 171, 59 et 103]       | |                                                                       |                                                                                            |                       |
| 16                               | En garde, papa ! Et pas de quartier ! Ah, les uniformes des petites lycéennes !                                      | 激闘、父子鷹!! セーラー服よ、こんにちは!!                             | Gekitō, oyako daka!! Sērā-fuku yo, konnichiwa!!                                            | 3 février 2023        |
| [Chapitres 147 et 148]           | |                                                                       |                                                                                            |                       |
| 17                               | Objectif soutien-gorge ! L'étoile du Tanabata                                                                        | あこがれを胸に!! 星に願いを                                           | Akogare o mune ni!! Hoshi ni negai o                                                       | 10 février 2023       |
| [Chapitres 184, 185 et 290]      | |                                                                       |                                                                                            |                       |
| 18                               | Le rouge à lèvres indélébile ! Le Yaminabé                                                                           | き・え・な・いルージュマジック!! 必殺！ ヤミナベ                      | Ki e na i rūju majikku!! Hissatsu! Yaminabe                                                | 17 février 2023       |
| [Chapitres 172 et 240]           | |                                                                       |                                                                                            |                       |
| 19                               | L'enfer… ou la jungle du frisson ! Une sacrée cuite                                                                  | 魔境！ 戦慄の密林 酔っぱらいブギ                                      | Makyō! Senritsu no janguru Yopparai bugi                                                   | 24 février 2023       |
| [Chapitres 212 et 112]           | |                                                                       |                                                                                            |                       |
| 20                               | À la recherche de la chaîne perdue                                                                                   | 失われたモノを求めて                                                  | Ushinawareta mono o motomete                                                               | 3 mars 2023           |
| [Chapitres 199 à 201]            | |                                                                       |                                                                                            |                       |
| 21                               | Cosmo Teacher CAO-2 L'horrible poupée de paille                                                                      | 惑星教師CAO-2 あな恐ろしや、ワラ人形                                  | Kosumo tīchā CAO-2 Ana osoroshiya wara-ningyō                                              | 10 mars 2023          |
| [Chapitres 180 et 232]           | |                                                                       |                                                                                            |                       |
| 22                               | La bouteille miniaturisante Amour et reconnaissance                                                                  | 大ビン小ビン 愛がふれあうとき                                         | Ō bin ko bin Ai ga fureau toki                                                             | 17 mars 2023          |
| [Chapitres 272, 209 et 186]      | |                                                                       |                                                                                            |                       |
| 23                               | Tomo-1 Queen Contest - La finale                                                                                     | 決戦!!友1クイーンコンテスト                                           | Kessen!! Tomo ichi kuīn kontesuto                                                          | 24 mars 2023          |
| [Chapitres 187 à 190]            | |                                                                       |                                                                                            |                       |
| 24                               | Le bubble-gum magique Point de frontière pour l'amour                                                                | 妄想フーセンガム 愛は国境を越えて                                     | Mōsō Fūsengamu Ai wa Kokkyō o Koete                                                        | 12 janvier 2024       |
| [Chapitres 275 et 206]           | |                                                                       |                                                                                            |                       |
| 25                               | Souvenirs, souvenirs… L'album photo La visite aux parents : Le choc des Fujinami                                     | 思い出ボロボロ！？ 思い出のアルバム 涙の家庭訪問 激闘の藤波家編       | Omoide Boroboro !? Omoide no Arubamu Namida no Katei Hōmon Gekitō no Fujinami ke-hen       | 19 janvier 2024       |
| [Chapitres 176, 177 et 298]      | |                                                                       |                                                                                            |                       |
| 26                               | Le monde électrique                                                                                                  | 電飾の魔境                                                            | Denshoku no Makyō                                                                          | 26 janvier 2024       |
| [Chapitres 301 à 304]            | |                                                                       |                                                                                            |                       |
| 27                               | La voleuse de petit-ami La fille de la famille Mizunokoji                                                            | 恋人泥棒 水乃小路家の娘                                               | Koibito dorobō Mizunokōji-ke no musume                                                     | 2 février 2024        |
| [Chapitres 207, 208, et 224]     | |                                                                       |                                                                                            |                       |
| 28                               | La fille de la famille Mizunokoji (suite)                                                                            | 続・水乃小路家の娘                                                    | Zoku Mizunokōji-ke no musume                                                               | 9 février 2024        |
| [Chapitres 225 à 228]            | |                                                                       |                                                                                            |                       |
| 29                               | Le kotatsu qui venait du froid Lamu devient une vache La visite aux parents : Le Luxe Mendo                          | コタツにかけた愛 ラムちゃん、ウシになる 涙の家庭訪問 華麗なる面堂家編 | Kotatsu ni kaketa ai Ramu-chan, Ushi ni naru Namida no Katei Hōmon Karei naru Mendō ke-hen | 16 février 2024       |
| [Chapitres 250, 221 et 298]      | |                                                                       |                                                                                            |                       |
| 30                               | Le mystère des caches-oreilles Tel père, tel fils                                                                    | イヤーマッフルの怪 系図                                               | Iyāmaffuru no kai Keizu                                                                    | 23 février 2024       |
| [Chapitres 72 et 12]             | |                                                                       |                                                                                            |                       |
| 31                               | Ouvrez les portes du destin (partie 1)                                                                               | 扉を開けて 前編                                                       | Tobira o Akete zenpen                                                                      | 1er mars 2024         |
| [Chapitres 329 à 331]            | |                                                                       |                                                                                            |                       |
| 32                               | Ouvrez les portes du destin (partie 2) La visite aux parents : Les Miyake interdis                                   | 扉を開けて 後編 涙の家庭訪問 禁じられた三宅家編                       | Tobira o Akete kōhen Namida no Katei Hōmon Kinjirareta Miyake ke-hen                       | 8 mars 2024           |
| [Chapitres 332, 333 et 298]      | |                                                                       |                                                                                            |                       |
| 33                               | Mendo, le monstre des profondeurs Le dernier rendez-vous                                                             | あやかしの面堂 最後のデート                                           | Ayakashi no Mendō Saigo no dēto                                                            | 15 mars 2024          |
| [Chapitres 274 et 247]           | |                                                                       |                                                                                            |                       |
| 34                               | Qui a assommé le principal? Les fleurs qui parlent La visite aux parents : Les Moroboshi infenaux                    | 校長殴打事件 秘密の花園 涙の家庭訪問 地獄の諸星家編                   | Kōchō ōda jiken Himitsu no hanazono Namida no katei hōmon jigoku no Moroboshi ke-hen       | 22 mars 2024          |
| [Chapitres 311, 233 et 298]      | |                                                                       |                                                                                            |                       |
| 35                               | Darling, mon amour... Je te sauverai ! Des renards au clair de lune La visite aux parents : M.Onsen dans l'espace    | 愛♥ダーリンの危機!! 月夜のキツネたち 涙の家庭訪問 温泉マーク宇宙へ    | Ai ♥ dārin no kiki!! Tsukiyo no kitsune-tachi Namida no Katei hōmon: Onsen māku sora e     | 29 mars 2024          |
| [Chapitres 162, 222 et 298]      | |                                                                       |                                                                                            |                       |
| 36                               | Pauvre petit Shutaro !                                                                                               | みじめっ子・終太郎!!                                                  | Mijimekko Shūtarō!!                                                                        | 12 avril 2024         |
| [Chapitre 178]                   | |                                                                       |                                                                                            |                       |
| 37                               | Le retour d'Asuka Un Rendez-vous mouvementé (partie 1)                                                               | 飛鳥ふたたび 嵐を呼ぶデート 前編                                      | Asuka futatabi Arashi o yobu dēto zenpen                                                   | 19 avril 2024         |
| [Chapitres 237 à 239 et 252]     | |                                                                       |                                                                                            |                       |
| 38                               | Un Rendez-vous mouvementé (partie 2)                                                                                 | 嵐を呼ぶデート 後編                                                   | Arashi o yobu dēto kōhen                                                                   | 26 avril 2024         |
| [Chapitres 253 à 256]            | |                                                                       |                                                                                            |                       |
| 39                               | Le fiancé de Nagisa Parapluie du lutin                                                                               | 渚のフィアンセ 妖精のパラソル                                         | Nagisa no Fiance Yōsei no Parasoru                                                         | 3 mai 2024            |
| [Chapitres 341, 342 et 299]      | |                                                                       |                                                                                            |                       |
| 40                               | La nuit la plus longue La classe meurt mais ne se rend pas                                                           | 一夜の攻防戦 命かけます、授業中！！                                   | Ichiya no Kōbōsen Inochi kakemasu, jugyōchū!!                                              | 10 mai 2024           |
| [Chapitres 349, 350 et 120]      | |                                                                       |                                                                                            |                       |
| 41                               | La fleur de l'amour et du courage                                                                                    | 愛と勇気の花一輪                                                      | Ai to yūki no hana ichirin                                                                 | 17 mai 2024           |
| [Chapitres 346 à 348]            | |                                                                       |                                                                                            |                       |
| 42                               | Lamu se fâche ! La chasse aux cœurs                                                                                  | 怒りのラムちゃん!! ハートをつかめ                                     | Ikari no Ramu-chan!! Hāto o tsukame                                                        | 24 mai 2024           |
| [Chapitres 166, 354, 320 et 356] | |                                                                       |                                                                                            |                       |
| 43                               | Boy meets Girl - Le matin des adieux -                                                                               | ボーイ ミーツ ガール 別れの朝                                         | Bōi Mītsu Gāru Wakare no asa                                                               | 31 mai 2024           |
| [Chapitres 356 à 358]            | |                                                                       |                                                                                            |                       |
| 44                               | Boy meets Girl - Tu va vraiment te marier ? -                                                                        | ボーイ ミーツ ガール 結婚するって本当のですか                         | Bōi Mītsu Gāru Kekkon suru tte hontō desuka                                                | 7 juin 2024           |
| [Chapitres 359 à 361]            | |                                                                       |                                                                                            |                       |
| 45                               | Boy meets Girl - Cœur a vif -                                                                                        | ボーイ ミーツ ガール ねじれたハートで                                 | Bōi Mītsu Gāru Nejireta Hāto de                                                            | 14 juin 2024          |
| [Chapitres 362 à 364]            | |                                                                       |                                                                                            |                       |
| 46                               | Boy meets Girl - I Want You, demander la lune -                                                                      | ボーイ ミーツ ガール ないものねだりのI Want You                       | Bōi Mītsu Gāru Nai mono nedari no Ai Wanto Yū                                              | 21 juin 2024          |
| [Chapitres 365 à 366]            | |                                                                       |                                                                                            |                       |

#### Doublage
- Lamu

Voix japonaise : Sumire Uesaka, voix française : Agathe Quelquejay, Estelle Darazi (enfant)
- Ataru Moroboshi

Voix japonaise : Hiroshi Kamiya, voix française : Paul Bertin-Hugault
- Shinobu Miyake

Voix japonaise : Maaya Uchida, voix française : Lauryanne Philippe
- Shūtarō Mendō

Voix japonaise : Mamoru Miyano, voix française : Antony Audoux
- Benten

Voix japonaise : Shizuka Ishigami, voix française : Estelle Dehon
- Oyuki

Voix japonaise : Saori Hayami, voix française : Isabelle Volpé
- Ran

Voix japonaise : Kana Hanazawa, voix française : Marine Duhamel
- Rei

Voix japonaise : Katsuyuki Konishi, voix française : Kevin Garnichat
- Sakura

Voix japonaise : Miyuki Sawashiro, voix française : Anne-Sophie Nallino